# Kirsten van Heerden
Kirsten van Heerden, née le 24 avril 1979 en Afrique du Sud,  est une nageuse sud-africaine.

## Carrière
Kirsten van Heerden est médaillée d'or du relais 4 x 200 mètres nage libre aux Jeux africains de 1995 à Harare.
Aux Jeux africains de 1999 à Johannesbourg, elle est médaillée d'or du relais 4 x 200 mètres nage libre et médaillée d'argent du 200 mètres nage libre ainsi que du 400 mètres nage libre.
Aux Jeux africains de 2003 à Abuja, elle est médaillée d'or du 400 mètres nage libre ainsi que des relais 4 x 100 mètres nage libre et 4 x 200 mètres nage libre. Elle est aussi médaillée d'argent du 200 mètres nage libre et médaillée de bronze du 400 mètres quatre nages.
Elle devient après sa carrière sportive psychologue du sport à Durban.